# Johann Georg Kulpis

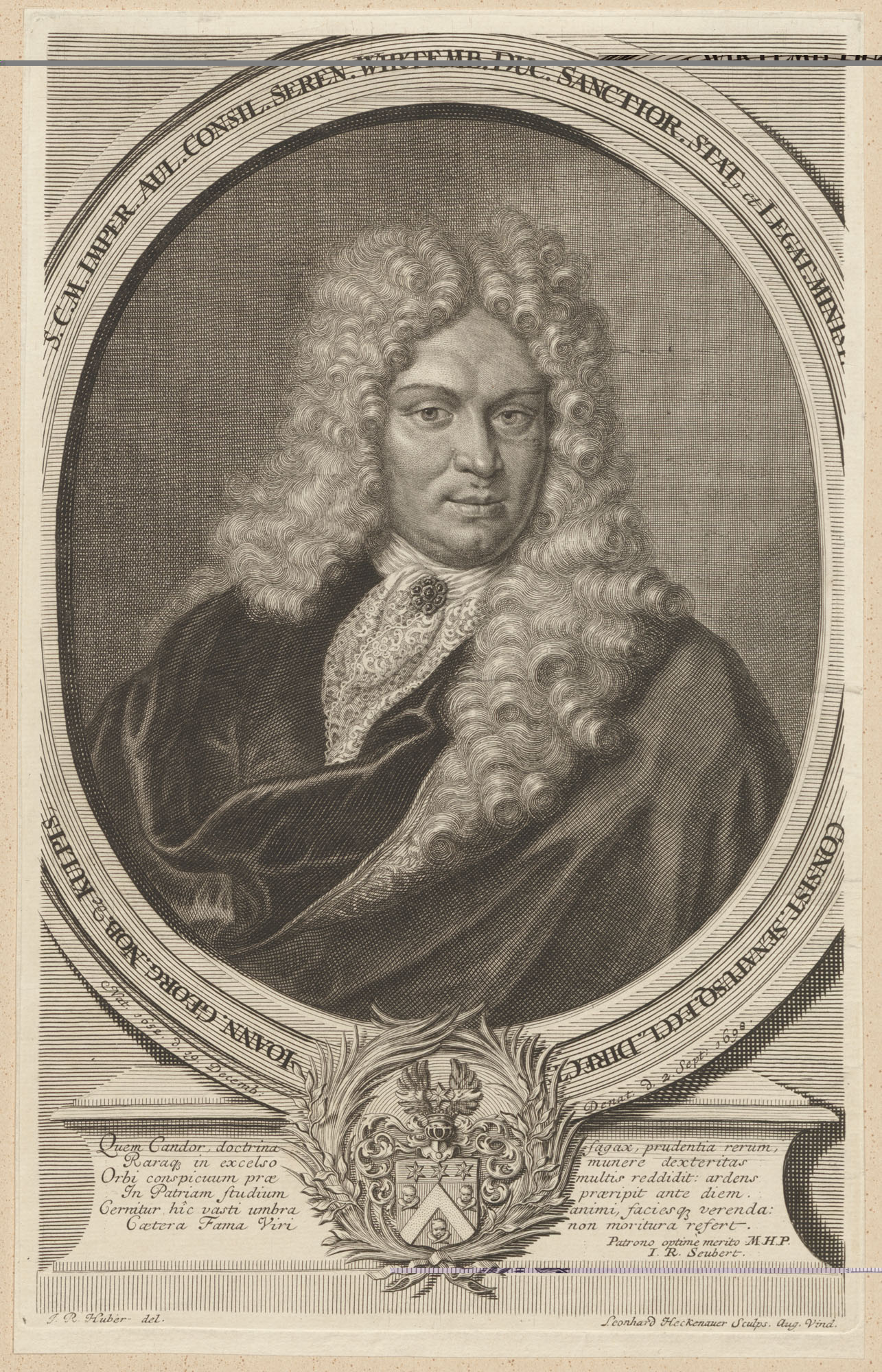
Johann Georg Kulpis

Johann Georg Kulpis, ab 1694 von Kulpis (* 19. Dezember 1652 in Alsfeld; † 2. September 1698 in Stuttgart) war als Rechtswissenschaftler ein Theoretiker des Reichsrechts. Als württembergischer Minister war er auch politisch einflussreich und war ein Förderer der Idee der Kreisassoziationen.

## Leben
Er war ein Sohn des Rektors und Pfarrers Heinrich Balthasar Kulpis und der Mutter Magdalene Agnes (geb. Conradi). Er selbst heiratete 1684 Sophie Margarethe Kieffer. Mit dieser hatte er einen Sohn und vier Töchter.
Er studierte in Straßburg Rechtswissenschaften, hörte aber auch geschichtswissenschaftliche Vorlesungen bei Johann Heinrich Boeckler. Vor dem Hintergrund des Holländischen Krieges, der auch auf das Reich übergriff, verließ er Straßburg und studierte in Frankfurt am Main und später in Gießen. Dort promovierte er 1678 zum Dr. jur.
Im Jahr 1683 wurde er Professor für Institutionen und Staatsrecht an der Universität Straßburg. Daneben war er als Consulent für den Magistrat der Stadt tätig. Kulpis wechselte 1686 in den Dienst des Herzogtums Württemberg. Er war zunächst Vizedirektor des Kirchenrates. Im Jahr 1693 wurde er zum geheimen Rat, wirklichen Minister und Direktor des Kirchenrates ernannt. Auf der Basis dieser Funktionen war er in Württemberg politisch einflussreich.

## Reichstheoretiker
Kulpis trat als juristischer Autor hervor, der sich insbesondere mit Problemen des Rechts im Heiligen Römischen Reich beschäftigte. Er betonte dabei die Bedeutung des deutschen Rechts im Grunde vor dem römischen Recht. Methodisch hielt er die Beschäftigung mit der Reichsgeschichte, die Analyse der realpolitischen Verhältnisse und die Kenntnisse der entsprechenden wissenschaftlichen Literatur für nötig.
Im Jahr 1685 veröffentlichte er eine Schrift über das Reichsherkommen (Dissertatio de observantia imperiali, vulgo Reichs-Herkommen). Diese Arbeit wurde zu einem Standardwerk. Bereits 1676 veröffentlichte er „De unitate reipublicae in S. R. Imperio“ und kommentierte 1682 die Arbeit von Samuel von Pufendorf „Monzambano“. Mit diesen Beiträgen beteiligte er sich an der zeitgenössischen Debatte um die Frage nach der Staatlichkeit des Heiligen Römischen Reiches. Mit seiner Ansicht, dass es sich beim Reich um einen Staat mit einer gemischten Staatsform handeln würde, stellte er sich gegen Pufendorf. Die Reichsstände wären danach nicht vollständig souverän. Diese Auffassung hatte er bereits in seiner Dissertation von 1678 „De legationibus statuum Imperii“ vertreten, in der sich Kulpis dem reichsständischen Gesandtschaftsrecht widmete. Neben seinen Arbeiten zu reichsrechtlichen Fragen schrieb er auch Beiträge zum Natur- und Völkerrecht. Insgesamt spielte das Naturrecht für seine Beschreibung des politischen Rechtssystems für ihn nur eine untergeordnete Rolle. Er verstand das Reich als ein historisch gewachsenes und so legitimiertes politisches System.

## Reichs- und Kreispolitik
Kulpis war einer der führenden Theoretiker des Reichsgedankens und hat versucht seine Erkenntnisse in praktische Politik umzusetzen. Als Minister sprach er sich für eine Reform des Reiches aus. Die Basis sollte eine Reform und Assoziation der Reichskreise bilden. Kulpis war als Direktorialgesandter beim schwäbischen Reichskreis tätig. Dort unterstützte er die Pläne Ludwig Wilhelms von Baden zur Aufstellung eines stehenden Kreisheeres. Dem schloss sich auch der fränkische Reichskreis an.
Die Assoziation der Reichskreises und die damit verbesserte militärische Stärke sah er entscheidend zur Erhaltung des Reiches im Kampf gegen das Frankreich Ludwig XIV. an. Neben Ludwig Wilhelm von Baden wurden seine Ideen auch vom Reichserzkanzler und Mainzer Erzbischof Lothar Franz von Schönborn unterstützt. Dabei ging es auch um die Bildung eines Gegengewichts zu den Armierten Reichsständen mit einem stehenden Heer wie etwa das Habsburgermonarchie oder Kurbrandenburg.
Im Jahr 1697 gegen Ende des Pfälzischen Erbfolgekrieges kam es zu einer Assoziation von sechs vorderen Reichskreisen und anderen Teilnehmern in der Frankfurter Assoziation. Dabei wurde ein Fortbestehen des militärischen Bündnisses auch in Friedenszeiten vereinbart. Kulpis hatte am Zustandekommen dieses Vereinbarung erheblichen Anteil. Er veröffentlichte eine viel beachtete Flugschrift „Armier- und Assoziierung der sechs nächst am Rhein gelegenen Creysen als Franken, Bayern, Schwaben, Chur und Oberrhein und Westphal pro Defensioni communi.“ Durch den Friedensschluss konnte das Bündnis keine nennenswerte militärische Rolle mehr spielen. In der genannten Schrift beschrieb Kulpius die Kreisassoziationen als eine Wehrform neben der regulären Reichsdefension und den Truppen der armierten Reichsstände. Ihm und anderen Protagonisten des Assoziationsgedankens gelang es nicht, diese als vorherrschende Organisationsform durchzusetzen. Aber sie blieben eine Möglichkeit neben anderen und oft gab es Mischverhältnisse in der Praxis.
Als der schwäbische Reichskreis 1696 der Wiener Große Allianz gegen Ludwig XIV. beitrat, schrieb Kulpis an Ludwig Wilhelm von Baden begeistert, dass dies das erste Mal sei, dass der Kreis mit Kronen und Republiken ebenbürtig in einer Allianz stehe und somit von der Sklaverei in die Libertät käme.
Kulpis war 1697 württembergischer Gesandter auf dem Friedenskongress von Rijswijk. Dort musste er feststellen, dass die kleineren Stände und die Kreisassoziation politisch neben den Großmächten kaum eine Rolle spielen konnten.
Im Jahr 1691 wurde er zum kaiserlichen Reichshofrat ernannt, hat dieses Amt aber nicht ausgeübt. Kelpis wurde 1694 als Edler von Kelpis in den Reichsadelsstand erhoben.